# 시트로박터
시트로박터(Citrobacter)는 장내세균과에 속하는 세균의 속이다. 그람 음성균이며 대장균류에 포함된다.
이 속에 포함되는 종인 시트로박터 아말로나티쿠스(C. amalonaticus), 시트로박터 코세리(C. koseri), 시트로박터 프룬디(C. freundii)는 시트르산만 탄소 공급원으로 사용하고도 생존할 수 있다. 시트로박터에 속하는 종들은 트립토판을 인돌로 변환시키는 능력, 락토스 발효 능력, 말론산염 사용 능력에 따라 분류된다. 시트로박터 코세리는 인돌 양성인 유일한 시트로박터 균이며, 동시에 락토스 발효 가능 세균이다.
시트로박터는 포스페이트 복합체를 통해 우라늄을 축적하는 능력을 보여준다.

## 임상적 중요성
시트로박터 세균들은 토양, 물, 폐수 등 거의 모든 곳에서 발견할 수 있다. 사람의 창자에서도 찾아볼 수 있다. 질병의 원인이 되는 것은 드물지만, 위장관계와 배설계 질환이나 영아의 수막염과 패혈증의 원인이 될 수 있다.
시트로박터 프룬디 균주는 암피실린과 1세대 세팔로스포린 항생제에 대한 내성을 유발하는 유전자인 ampC 유전자를 도입 가능하다. 그 외에도 시트로박터는 플라스미드에 의해 암호화되는 항생제 내성 유전자로 인해 다른 많은 항생제에도 내성을 가질 수 있다.